# Alf Ramsey
Sir Alfred Ernest „Alf” Ramsey (n. 22 ianuarie 1920 – 28 aprilie 1999) a fost un fotbalist și antrenor englez, care a câștigat Campionatul Mondial de Fotbal 1966 cu echipa națională de fotbal a Angliei. S-a mai clasat pe locul al treilea la Campionatul European de Fotbal 1972 și a ajuns în sferturile CM 1970.

## Legături externe
- Alf Ramsey la Soccerbase
- Alf Ramsey la Englandstats
- Alf Ramsey statisticile carierei de antrenor la Soccerbase
- Alf Ramsey la Find a Grave